# Rupēs di Titania
Segue una lista delle rupēs presenti sulla superficie di Titania. La nomenclatura di Titania è regolata dall'Unione Astronomica Internazionale; la lista contiene solo formazioni esogeologiche ufficialmente riconosciute da tale istituzione.
Le rupēs di Titania portano i nomi di luoghi d'ambientazione delle opere di William Shakespeare.
Sono tutte localizzate nell'emisfero sud poiché questo era il solo visibile durante il sorvolo ravvicinato della sonda Voyager 2, l'unica ad avere finora raggiunto Titania.

## Prospetto
| Rupes           | Eponimo                                                           | Latitudine | Longitudine | Diametro |
| --------------- | ----------------------------------------------------------------- | ---------- | ----------- | -------- |
| Rousillon Rupes | Rossiglione - Luogo citato in Tutto è bene quel che finisce bene. | 14,7° S    | 26,5° E     | 402 km   |